# Hof Langwiesen
Der Hof Langwiesen, auch Hofgut Langwiesen, ist ein kleines Schlossgebäude im Westerwaldkreis zwischen den Orten Boden und Ruppach-Goldhausen, nordöstlich von Montabaur gelegen. Politisch gehört der Hof Langwiesen zur Ortsgemeinde Meudt.
Das Gelände um das Gebäude verrät, dass es sich bei den Hauptbau ursprünglich um ein Wasserschloss handelte. Dicke Rundtürme flankieren die vier Ecken des rechteckigen Hauses, vor dessen nördlicher Langseite ein Treppenturm (bezogen 1608) steht. Etwas jüngeren Datums sind Scheune (bez. 1750) und Stallungen. Aus einer Nische in der Scheunenwand blickt eine Steinfigur des Hl. Aloysius aus dem 18. Jahrhundert über den Hof.
Das Dorf Langewiese wird 1444 erstmals erwähnt. Wie viele Dörfer im Westerwald schrumpfte es immer mehr, bis nur noch der Kern, ein landwirtschaftliches Hofgut, übrig blieb. Zwei Mühlen gehörten spätestens 1525 zum Gut, erst in diesem Jahrhundert wurde eine davon wegen Baufälligkeit abgerissen. Des Weiteren gab es auf dem Gut eine Kapelle und einen Priester.
Mitte des 16. Jahrhunderts ging der Hof durch Heirat von den Frei von Dehrn an die von Irmtraut über, die wenig später eine Wasserburg mit vier Ecktürmen erbauen ließ. Die inzwischen zum Schloss umfunktionierte Burg ging 1680 für 6000 Reichstaler an Eremund von Esch, der 1679 durch Kaiser Leopold I. in den Reichsfreiherrenstand erhoben worden war und 1684 Kommandant der Festung Ehrenbreitstein wurde. Esch kaufte in der Folgezeit die weiteren verbliebenen Höfe der Ansiedlung auf.
Carl Wilderich Graf von Walderdorff, der spätere Staatsminister des Herzogtums Nassau, kaufte 1837 das gesamte Hofgut Langwiesen mit dem Wasserschloss. Er ließ den Wassergraben trockenlegen und die Wirtschaftsgebäude des Guts aus- und umbauen. Hier fand man auf über 250 ha ein bis zu 100 m dickes Tonlager, was zur Gründung der Walderdorffschen Tongruben führte.
Heute sind Schloss und Wirtschaftsgebäude nicht mehr in Walderdorffschen Besitz. Das Wasserschloss befindet sich in einem restaurierungsbedürftigen Zustand.